# Rymond
Rymond. Opera w trzech aktach – libretto Aleksandra Fredry.
W 1835 propozycję napisania libretta złożył Fredrze kompozytor Franciszek Mirecki, który znał już inne jego libretto Nocleg w Apeninach (do którego sam później skomponował muzykę). W lutym 1836 Fredro przedstawił mu listownie pomysł utworu, oparty na wydarzeniach z historii Litwy związanych z postacią Mendoga. Za punkt wyjścia posłużył mu fragment zaczerpnięty z Historii polskiej Adama Naruszewicza, który szczegółowo opisał w liście. Pierwotnie bohaterem miał być Wojsiełk, zaś akcja miała rozgrywać się w 1263. Ostateczna wersja powstała jednak po 1836, a przed 1842, zaś drukiem ukazała się dopiero w 1880 w pośmiertnym zbiorowym wydaniu dzieł autora (tom VI, s. 193–245). Mirecki ostatecznie nie skomponował muzyki do libretta, a uczynił to dopiero w 1902 Raul Koczalski, zaś premiera utworu odbyła się w przekładzie niemieckim 14 października 1902 w ówczesnym mieście Elberfeld (obecnie część Wuppertalu). Zachowały się dwa rękopiśmienne przekazy tekstu.

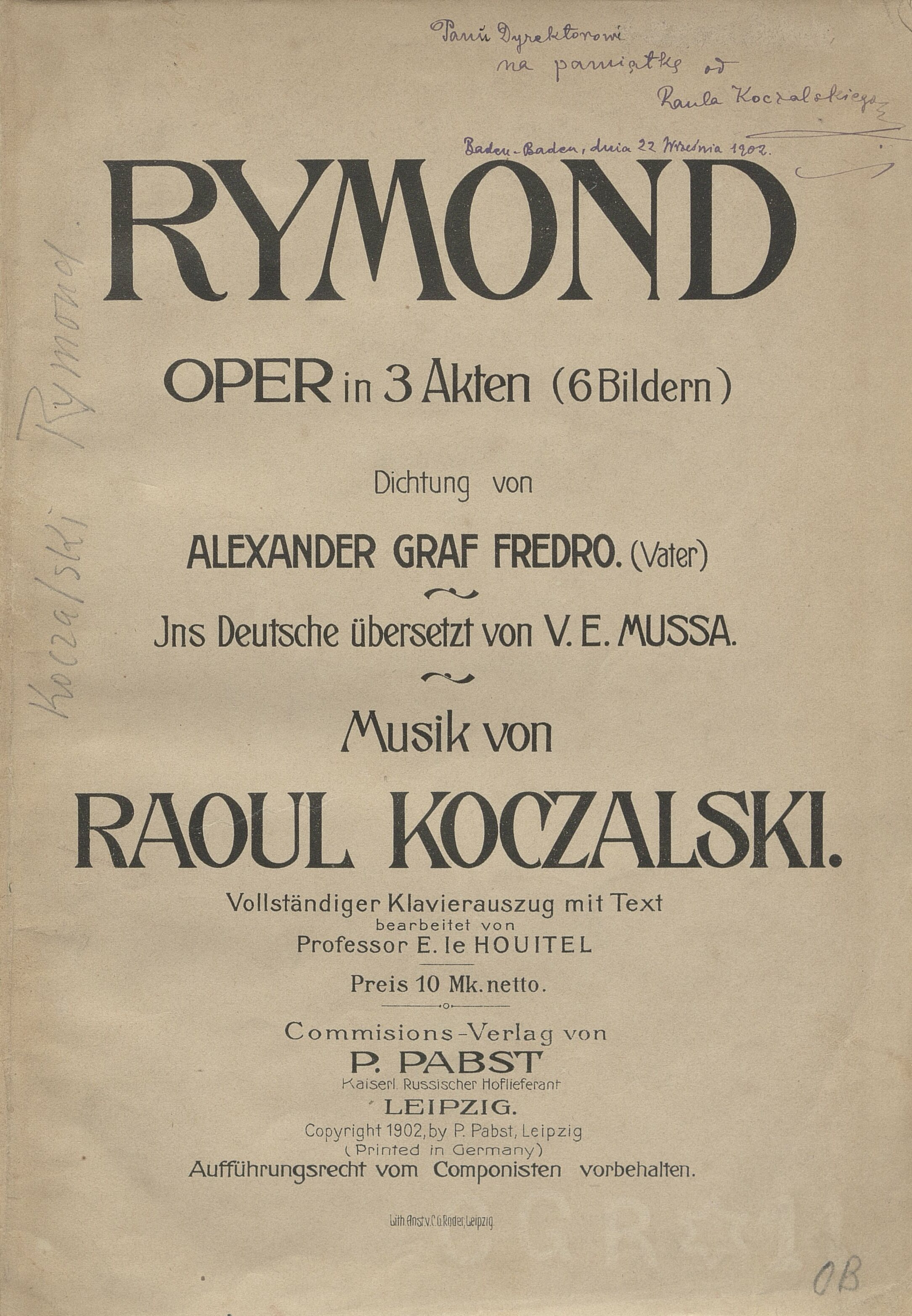
Partytura Raula Koczalskiego
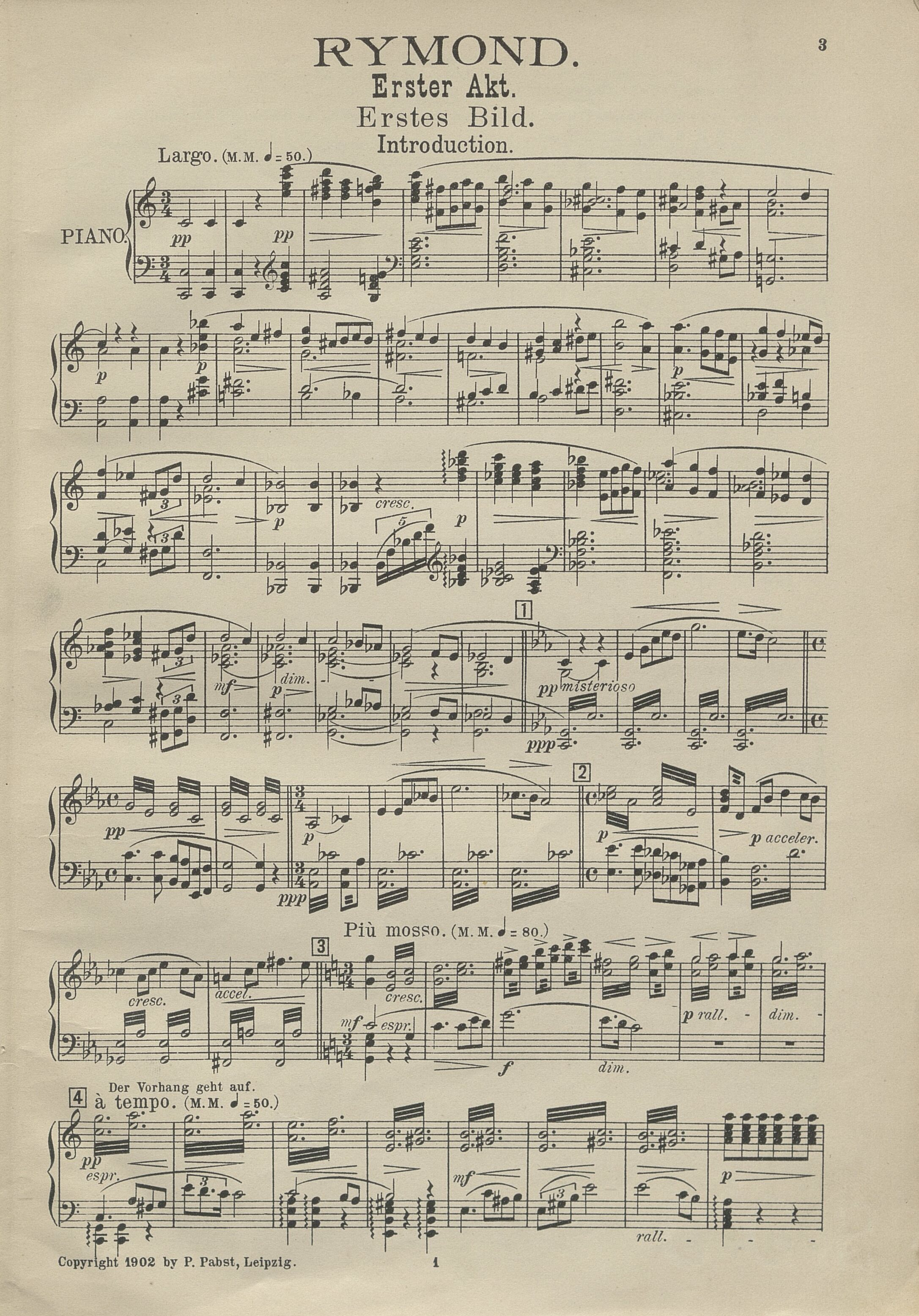
Partytura Raula Koczalskiego